# Caribbean Basterds (Caraibi & bastardi)
Caribbean Basterds (Caraibi & bastardi) è un film del 2010 diretto da Enzo G. Castellari.
Ambientato ad Isla Margarita, in Venezuela, uscito nelle sale italiane il 20 agosto 2010 distribuito da Warner Bros. Italia.
Il titolo richiama quello in inglese di Bastardi senza gloria (Inglourious Basterds) di Quentin Tarantino, che a sua volta richiamava Quel maledetto treno blindato dello stesso Castellari che in America fu distribuito con il titolo Inglorious Bastards.

## Trama
Roy e Linda sono due giovani ragazzi di buona famiglia, ricchi e annoiati, grazie ai soldi della loro famiglia, che si occupa di vendere armi da guerra. Ma dopo una lite col padre, Roy sente l'ingiustizia di quell'agio causato dalla morte di migliaia di civili, e assieme a Linda e al fidanzato di lei José, iniziano a giocare pericolosamente, terrorizzando gli amici dei loro genitori ispirandosi al film Arancia meccanica. Cercati dalla polizia e, a causa di un colpo sbagliato, anche dai narcotrafficanti dell'isola, si ritrovano a dover scappare ormai senza speranze, vittime dei loro stessi giochi.

## Riferimenti
Il film abbonda di riferimenti ad altre pellicole, in particolare ad Arancia meccanica. Viene omaggiato anche Il buono, il brutto, il cattivo, quando uno dei personaggi dice Vado, li ammazzo e torno!, ovvero la stessa frase che Eli Wallach dice a Clint Eastwood in quel film; è anche un riferimento al film omonimo, diretto peraltro dallo stesso Castellari.